# آشوریه (روم)
آشوریه (به لاتین: Assyria) یکی از سه استان رومی (در کنار ارمنستان و بین‌النهرین) بود که توسط امپراتور ترایانوس در پی لشکرکشی‌اش به ایران در سال ۱۱۶ میلادی در عراق امروزی تأسیس شد و از کم‌عمرترین ایالات رومی بود.

## تاریخچه
به‌رغم پیروزی نظامی رومیان، این ایالت از همان ابتدای تأسیسش روزهای خوشی نداشت. در سال ۱۱۶ میلادی یک شاهزاده پارتی به نام سانتروکس یک شورش مسلحانه در استان‌های تازه تأسیس روم سازمان داد. در طول شورش، پادگان‌های روم در آشوریه و بین‌النهرین از پُست‌های خود بیرون رانده شدند، و یک ژنرال رومی هم در پی تلاش بیهوده برای توقف شورش کُشته شد. ترایانوس بر این شورش فائق آمد، و سلوکیه و ادسا را متصرف شده و آتش زد، و حتّی یک شاه دست‌نشانده پارتی را به فرمانداری گماشت؛ امّا در طول بازگشتش به روم برای برگزاری جشن تریومف، بیمار شد و در ۸ اوت ۱۱۷ میلادی درگذشت.
با مرگ ترایانوس، جانشین او هادریانوس تصمیم گرفت تمامی متصرفات شرقی او را رها کند. هادریانوس می‌پنداشت که امپراتوری اکنون بسیار گسترده شده و مناسب‌تر آن است که به قلمروهایی دفاع‌پذیرتر بسنده کنند. او نبردهای نظامی ترایانوس برای غلبه بر پارتیان را ناتمام گذاشت، زیرا بر این باور بود که این نبرد سبب افزایش سرسام‌آور هزینه‌های نظامی می‌شود. او شاه پارتی دست‌نشاندهٔ ترایانوس را به جایی دیگر فرستاد و سرزمین‌های شرق فرات را به حاکم سابق بازگرداند (همچنین دختر این حاکم را هم که به اسارت رومیان درآمده بود، به او پس داد) و ترجیح داد با اشکانیان در صلح باشد. نتیجه آن شد که سه استانی که ترایانوس در خلال این نبرد با پارتیان به دست آورده بود، یعنی استان‌های ارمنستان، بین‌النهرین، و آشوریه، در سال ۱۱۸ میلادی رها شدند.

## پانوشت‌ها
1. ↑  David Magie (۱۹۵۰). Roman Rule in Asia Minor to the End of the Third Century After Christ. Princeton: Princeton University Press. ص. ۶۰۹.
2. ↑  Theodore Mommsen (۱۸۸۵). (Römische Geschichte , vol. V (Die Provinzen von Caesar bis Diocletian. Berlin. ص. ۴۰۰-۴۰۱.
3. ↑  Charles Freeman (۱۹۹۳). The World of the Romans. New York: Oxford University Press. ص. ۶۲.
4. ↑  Theodore Mommsen (۱۸۸۵). (Römische Geschichte , vol. V (Die Provinzen von Caesar bis Diocletian. Berlin. ص. ۴۰۳.